# جف وینکات
جف وینکات (انگلیسی: Jeff Wincott؛ زادهٔ ۸ مهٔ ۱۹۵۶) یک هنرپیشه اهل کانادا است. وی از سال ۱۹۷۶ میلادی تاکنون مشغول فعالیت بوده‌است.
از فیلم‌ها یا برنامه‌های تلویزیونی که وی در آن نقش داشته است می‌توان به توقف‌ناپذیر اشاره کرد.